# John Smith (escritor)
John Smith (1967, Darwen, Lancashire, Inglaterra) es un guionista de cómics británico conocido por su trabajo para las revistas 2000AD y Crisis.
La obra de Smith se caracteriza por sus argumentos intrincados y a veces crípticos, y por su interés en los tabús y el ocultismo. Sus relatos se cuentan con un estilo elíptico y fracturado, reminiscente de escritores como Iain Sinclair o William S. Burroughs. Otras influencias notables son Michael Moorcock, Edgar Rice Burroughs, Alan Moore y Noël Coward.
Su personaje más conocido es Devlin Waugh, un extravagante exorcista, asesino y vampiro homosexual, que trabaja para el Vaticano en el futuro, cocreado junto al dibujante Sean Phillips para Judge Dredd Magazine.

## Biografía
Su primer trabajo fue para el cómic Starblazer, publicado por D. C. Thomson, a mediados de los años 80. Escribió su primer guion para 2000AD en 1986, y posteriormente escribió la serie política de superhéroes New Statesmen para Crisis en 1988.
Muchas de sus series para 2000AD se encontraban en la misma continuidad, bajo el paraguas de Indigo Prime, una organización multidimensional que protegía la realidad, reclutando a personas recientemente muertas como sus agentes. El clímax de la serie fue Killing Time, historia en la que los agentes Winwood y Cord perseguían un demonio que había robado una máquina del tiempo victoriana, uno de cuyos legítimos pasajeros resultó ser Jack el Destripador (en un homenaje a la película de Nicholas Meyer Los pasajeros del tiempo). 
Su trabajo restante para 2000AD incluyó Revere, una historia de fantasmas post apocalíptica con el artista Simon Harrison, recopilada como un número de 2000 AD Extreme Edition en febrero de 2007, y Firekind (1993), una historia antropológica de ciencia ficción sobre criaturas alienígenas y dragones, ilustrada por Paul Marshall. También ha escrito Rogue Trooper y Judge Dredd.
Durante una pequeña etapa, colaboró para la línea Vertigo de DC Comics, realizando el número 51 de la serie Hellblazer,, muy bien recibido por la crítica y los aficionados, y una miniserie de ocho números llamada Scarab, que se concibió como una re imaginación del personaje Doctor Fate.
Smith también escribió una etapa de Vampirella, publicada por Harris Comics.